# Dionizovo gledališče
Dionizovo gledališče, tudi gledališče Dioniza Elevterskega, je veliko gledališče na prostem in eno izmed prvih ohranjenih v Atenah v Grčiji. Uporabljali so ga za festivale v čast boga Dioniza. Grška gledališča v antiki so bila v glavnem zelo velika. Sodobne študije so pokazale, da so bile v idealnih vremenskih razmerah akustične lastnosti odlične. Vemo, da je Dionizovo gledališče v Atenah sprejelo 17.000 gledalcev in da je lahko gledališče v Epidavru vedno sprejelo 14.000 gledalcev. Včasih ga zamenjujejo s poznejšim in bolje ohranjenim Odeonom Heroda Atiškega, ki je v bližini na jugozahodnem pobočju Akropole. Nekateri so verjeli, da je bil Dioniz sam odgovoren za njegovo gradnjo.
Na južnem pobočju Akropole sta dve gledališči, Odeon Heroda Atiškega in Dionizovo gledališče. Slednje ni tako dobro ohranjeno kot prvo, vendar je pomembnejše. Zgradili so ga v 4. stoletju pred našim štetjem, vendar je bilo velikokrat predelano. Atenska tradicija gledaliških predstav se je prvič začela v Dionizovem gledališču. Gledališče je razvilo versko praznovanje v čast boga Dioniza. Predstave so bile tekmovanja, pri katerih so zmagovalci prejeli bronasti trinožnik. Postavili so ga kot trofejo na enega od spomenikov, ki so bili razvrščeni okoli gledališča in vzdolž ulice, ki je vodila na vzhod, po t. i. Ulici trinožnikov.

## Zgodovina
Dionizovo gledališče leži na južnem pobočju atenske Akropole in je znano že od leta 1700. Grško arheološko društvo je izkopavalo ostanke gledališča na začetku leta 1838 in večji del 19. stoletja. Zgodnji ostanki v območju, ki se nanaša na Dionizov kult, so iz 6. stoletja pr. n. št., ko so vladali Pejzistrat in njegovi nasledniki, a gledališče je bilo zgrajeno šele stoletje pozneje. Edini dokazi tega zgodnjega gledališča so kamniti bloki, ki so bili ponovno uporabljeni v 4. stoletju pred našim štetjem.
V 6. stoletju pr. n. št. so bile predstave povezane z Dionizovim festivalom in so bile verjetno v atenski agori z gledalci, ki so sedeli na lesenih tribunah (ikria), postavljenih okoli ravnega krožnega območja, orkestra, dokler ikria ni propadla v začetku 5. stoletja pr. n. št. Dogodek je potrjen v antičnih virih. Po razpadu tribun so bila dramska in glasbena tekmovanja preseljena na območje Dioniza na pobočju Akropole.
Spremembe na odru v naslednjih zgodnjih gledališčih so morale biti zelo preproste. Imela so ravno orkestro z nekaj vrstami lesenih ali kamnitih klopi, položenimi na pobočje. Najstarejše orkestre v gledališču so bile krožne (ali približno take) s premerom okoli 27 metrov, čeprav so različna mnenja o njegovi izvirni velikosti in obliki. Lesena scenska stavba (skena) je bila očitno postavljena na zadnji strani orkestre in se je uporabljala za prikaz umetne kulise in morda za izboljšanje akustike. Taka je bila nezahtevna postavitev, ko so v 5. stoletju pr. n. št. v Atiki igrali tragedije.
Do konca 5. stoletja pr. n. št. je bilo nekaj lesenih konstrukcij nadomeščenih s kamnitimi. Dionizovo gledališče, kot se je ohranilo, je iz obdobja atenskega državnika Likurga (pribl. 390−325/4. stoletje pr. n. št.), ki je kot nadzornik financ in programa graditve mesta prenovil gledališče, ki je dobilo kamnito monumentalno obliko. Gledališče je imelo v 4. stoletju stalen oder pred orkestro in tristopenjsko tribuno za sedenje (teatron), ki se je raztezala po pobočju. Gledališki oder je imel projekcijski krili na obeh straneh (proskenij), ki bi lahko bili stopnišče ali premična kulisa.  Margarete Bieber meni, da je to najstarejša ohranjena kamnita skena.  V helenističnem obdobju so dodali 67 marmornih prestolov okoli obrobja orkestre, vpisanih z imeni dostojanstvenikov, ki so jih zasedali. Marmorni prestoli, ki jih lahko danes vidimo v gledališču, imajo obliko klismos stolov in menijo, da so rimske kopije prejšnjih različic.  V središču te vrste sedežev je velik marmornat prestol, ki je bil namenjen Dionizovemu duhovniku.
Dionizovo gledališče je doživelo posodobitev v rimskem obdobju, čeprav je grško gledališče ohranilo veliko svoje celovitosti in splošne oblike. Popolnoma nov oder je bil zgrajen v 1. stoletju n. št., posvečen Dionizu in rimskemu cesarju Neronu. V tem času so bila tla orkestre tlakovana z marmornimi ploščami, častni sedeži so bili zgrajeni na novo. Poznejše spremembe v 3. stoletju so po naročilu arhonta Fedrusa vključevale ponovno uporabo prvotnih Hadrijanovih reliefov, ki so bili narejeni v sprednjem delu odrske zgradbe.  Ostanki obnovljenih in preoblikovanih rimskih različic so vidni še danes.
Gledališče je bilo posvečeno Dionizu, bogu vina ter zavetniku drame in je gostilo mestni Dionizov festival. Med seboj so tekmovali dramatiki  klasične dobe, katerih dela so ohranjena: Ajshil, Sofoklej, Evripid, Aristofan in Menander. Tragedije so pripomogle, da so imeli Atenci festivale v določenih obdobjih leta. Dramski festivali so povzročali tekmovalnost med dramatiki in so vključevali štiri drame, tri tragedije in eno satiro kot igro z lažjo temo. Že na začetku je bila vsebina štirih dram pogosto povezana s tremi tragedijami, kar je ustvarilo trilogijo, kot je Ajshilova Oresteja. Ta znamenita trilogija (Agamemnon, Prinašalke pitnih darov in Evmenide) je zmagala na tekmovanju leta 458 pred našim štetjem in so jo igrali v Dionizovem gledališču. Uprizoritev pripoveduje zgodbo o prekletstvu v Atrejevi hiši: Agamemnona sta ubila žena in njen ljubimec, sin Orest se je maščeval in ubil lastno mater ter nato sojenje Orestu v Atenah.
V tem času so imeli dramatiki  sceno in verjetno tudi ploščad s kolesi za posebne učinke (ekiklema) ter dvižno napravo (mekhana), ki je bila na voljo za njihovo predstavo ter tudi za tretjega igralca. V poznem 4. stoletju so nosili izrazite maske, ki so bile zelo pomembne za prepoznavanje značaja za gledalce, ki jih je bilo več tisoč. Predpostavljajo, da so bile prvotne maske, ki so jih nosili v Ajshilovih dramah, skromnejše po izrazu in velikosti. 
Dionizovo gledališče je včasih gostilo tudi seje atenske eklesije (antična narodna skupščina v Atenah), potem ko je Pniks (hrib v središču Aten) postal neprimeren. V rimskem obdobju so »surovo rimsko razvedrilo«, ki je bilo običajno omejeno na amfiteater, nadomestile svete predstave, v bizantinskem obdobju pa je bil celoten kompleks uničen. 

## Obnova
24. novembra 2009 so grške oblasti sklenile, da bodo delno obnovile Dionizovo gledališče. Ministrstvo za kulturo je 9 milijonov vreden program dokončalo do leta 2015. 

## Druga literatura
- Pickard-Cambridge, Sir Arthur Wallace
  - Dithyramb, Tragedy, and Comedy , Oxford 1927.
  - The Theatre of Dionysus in Athens, Oxford 1946.
  - The Dramatic Festivals of Athens, Oxford 1953.
- Rabinowitz, Nancy Sorkin (2008). Greek Tragedy. Malden, MA: Blackwell Pub. ISBN 978-1-4051-2160-6. This contains an exposition and treatment of the Theatre of Dionysus.
- Rozik, Eli, The Roots of Theatre: Rethinking Ritual and Other Theories of Origin, Iowa City : University of Iowa Press, 2002.